# Мы (неизданный фильм)
«Мы» — отменённый российский фантастический фильм Гамлета Дульяна, экранизация одноимённой антиутопии Евгения Замятина, написанной в 1920 году.
Выход в прокат ожидался 1 декабря 2022 года, но премьера была отменена по неизвестным причинам.

## Сюжет
Действие фильма происходит после «апокалипсиса», где каждому присвоен порядковый номер. В центре сюжета — инженер по имени Д-503, который занимается строительством космического корабля…

## В ролях
| Актёр              | Роль     |
| ------------------ | -------- |
| Егор Корешков      | Д-503    |
| Елена Подкаминская | И-330    |
| Филипп Янковский   | С-4711   |
| Юрий Колокольников | Панда    |
| Дмитрий Чеботарёв  | Р-13     |
| Софья Донианц      | О-90     |
| Сергей Иванюк      |          |
| Василий Копейкин   | музыкант |
| Марьяна Спивак     | А-2248   |
| Андрей Ребенков    | Доктор   |

## Релиз
В 2017 году стало известно о планах экранизировать книгу. Изначально премьера фильма должна была состояться в кинотеатрах в 2019 году. В июне 2020 года был опубликован первый тизер. В 2021 году вышел трейлер, в котором датой выхода была указана осень 2021 года. Из-за коронавирусных ограничений премьеру картины перенесли на 1 декабря 2022 года, однако позже премьера фильма была отменена без объяснения причин.